# 브라우어르 차수
대수적 위상수학에서, 두 다양체 사이의 연속 함수의 브라우어르 차수(Brouwer次數, Brouwer degree)는 함수의 정의역이 함수의 치역을 몇 번 감싸는지를 나타내는 정수이다. 기호는 {\displaystyle \deg }.

## 정의
다음이 주어졌다고 하자.
- 자연수 {\displaystyle n\in \mathbb {N} }
- 두 {\displaystyle n}차원 콤팩트 연결 다양체 {\displaystyle X}, {\displaystyle Y}
- {\displaystyle X}와 {\displaystyle Y} 위의 방향. 즉, 기본류 {\displaystyle [X]\in \operatorname {H} _{n}(X;\mathbb {Z} )}, {\displaystyle [Y]\in \operatorname {H} _{n}(X;\mathbb {Z} )}.
- 연속 함수 {\displaystyle f\colon X\to Y}

이에 따라, {\displaystyle X}와 {\displaystyle Y}의 최고차 호몰로지 군은 다음과 같다.
{\displaystyle H_{n}(X;\mathbb {Z} )\cong H_{n}(Y;\mathbb {Z} )\cong \mathbb {Z} }
그렇다면, {\displaystyle f}는 군 준동형
{\displaystyle f_{*}\colon \operatorname {H} _{n}(X;\mathbb {Z} )\to \operatorname {H} _{n}(Y;\mathbb {Z} )}
를 유도한다. 연속 함수 {\displaystyle f}의 브라우어르 차수 {\displaystyle \deg f}는 다음 조건을 만족시키는 유일한 정수이다.
{\displaystyle f_{*}([X])=(\deg f)[Y]}.

## 예
단위 절댓값의 복소수 집합으로 여긴 원
{\displaystyle \mathbb {S} ^{1}=\{z\in \mathbb {Z} \colon |z|=1\}}
을 생각하자. 이는 표준적인 방향을 갖는 1차원 콤팩트 다양체이다. 이 경우, 연속 함수
{\displaystyle f\colon \mathbb {S} ^{1}\to \mathbb {S} ^{1}}
{\displaystyle f\colon z\mapsto z^{n}}
의 브라우어르 차수는 다음과 같다.
{\displaystyle \deg f=n}

## 역사
라위트전 브라우어르가 1911년 정의하였다.

## 같이 보기
- 밀도 (다포체)